# Potenziometria
La potenziometria è generalmente l'insieme dei metodi analitici che si basano sulla misura della differenza di potenziale di una cella galvanica in condizione di assenza di corrente. La tipica strumentazione utilizzata in potenziometria comprende un elettrodo di riferimento, il cui potenziale deve essere noto, costante nel tempo e indipendente dalla composizione della soluzione contenente l'analita in cui è immerso, un elettrodo di lavoro (o indicatore), la cui risposta dipende dalla concentrazione dell'analita, e infine un dispositivo per la misura del potenziale che può essere rappresentato da un potenziometro di Poggendorf o un moderno voltmetro elettronico.

## Potenziometria diretta
La potenziometria diretta permette di determinare per semplice misurazione diretta del potenziale di cella la quantità di sostanza oggetto d'analisi. Questo principio è tipicamente sfruttato dai pH-metri, strumenti di misura utilizzati per determinare il valore di pH delle soluzioni tramite utilizzo di un elettrodo a vetro.
Questa metodica potenziometrica viene anche sfruttata per calcolare il prodotto di solubilità di composti poco solubili o la costante di formazione dei complessi. Ad esempio, è possibile calcolare il prodotto di solubilità del cloruro d'argento (AgCl) utilizzando una cella galvanica costituita da un anodo rappresentato dall'elettrodo di riferimento e un catodo formato da una lamina di argento che pescano in una soluzione satura di AgCl. Il potenziale elettrochimico della cella così costituita sarà:
{\displaystyle \operatorname {E} _{cella}=E^{+}-E^{-}}
da cui
{\displaystyle \operatorname {E} ^{+}=E_{cella}+E^{-}}
da cui si ricava la concentrazione [Ag+] applicando l'equazione di Nernst e quindi si può procedere a calcolare il prodotto di solubilità.

## Titolazione potenziometrica

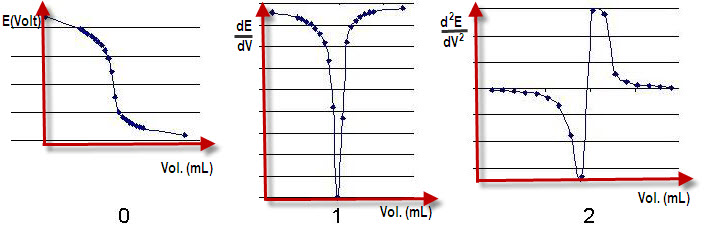
Determinazione del punto di flesso: curva sigmoide (a sinistra), derivata prima (al centro) e derivata seconda (a destra). Come si può notare, è più facile determinare il punto di equivalenza nella derivata prima e seconda anziché nella curva sigmoide.

La titolazione potenziometrica è una metodica analitica che permette di ricavare indirettamente la concentrazione della sostanza in esame misurando la variazione del potenziale elettrochimico di cella in seguito all'aggiunta di un titolante. È utilizzata per titolazioni acido-base, utilizzando un pHmetro, e titolazioni redox, di precipitazione e complessometriche.
Durante la titolazione potenziometrica viene ottenuta una curva a sigmoide, del quale interessa ricavare il punto di flesso o "punto di equivalenza". Tale punto di equivalenza viene determinato utilizzando il metodo della derivata prima o meglio ancora della derivata seconda, più precisi rispetto alla classica estrapolazione grafica della curva sigmoide.
Un'altra variante operativa molto precisa è la linearizzazione di Gran (o metodo di Gran), che sfrutta i bilanci di materia e di cariche.